# Austrelatus pseudomianminensis
Austrelatus pseudomianminensis (лат.) — вид жуков-плавунцов рода Austrelatus из подсемейства Copelatinae (Dytiscidae). Новая Гвинея. Видовое название A. pseudomianminensis дано по причине сходства с A. mianminensis.

## Распространение
Встречается на индонезийской территории острова Новая Гвинея в пределах округа Пунчак провинции Папуа. Вид был собран в небольших и затенённых лесных водоёмах, богатых гнилыми листьями.

## Описание
Мелкие жуки-плавунцы, длина 5,3—5,5 мм (у A. mianminensis 5,6—6,4). Представителей можно отличить от близких видов по следующей комбинации признаков: срединная доля гениталий имеет латеральный край левой дорсальной доли с более резким и выдающимся краем, под которым расположены спинулоподобные структуры; надкрылья без желтовато-красной базальной полосы, с жёлтым вершинным пятном. Голова желтовато-красная до красноватой. Переднеспинка коричнево-чёрная, на передней половине боков желтовато-красная до красноватой. Надкрылья коричнево-чёрные, с крупным жёлтым вершинным пятном, слегка расширяющимся латерально. Щитик красноватый до коричнево-чёрного. Антенны, другие головные придатки, а также передние и средние ноги желтовато-красные, задние ноги отчётливо темнее, особенно дистально. Брюшная сторона буровато-чёрная, с коричневым простернумом. Надкрылья с 11+1 полными сильно вдавленными бороздками.